# 機動戦士VS伝説巨神 逆襲のギガンティス
『機動戦士VS伝説巨神 逆襲のギガンティス』（きどうせんしたいでんせつきょじん ぎゃくしゅうのギガンティス、GUNDAM VS. IDEON）は、矢立肇・富野由悠季（原案）、長谷川裕一（漫画）による日本の漫画作品である。

## 概要
アニメ作品群「ガンダムシリーズ」と『伝説巨神イデオン』を題材とするクロスオーバー作品。バンダイ出版課の漫画雑誌『サイバーコミックス』No.23 - 26に『ガンダムVS伝説の巨神』（ガンダムたいでんせつのきょじん）として連載された。その後、単行本化の際に現在の題名へと改められている。
宇宙世紀を舞台にしており、本作が執筆された1990年におけるテレビアニメ『機動戦士ガンダムΖΖ』と劇場アニメ『機動戦士ガンダム 逆襲のシャア』の期間をつなぐ「仮想作品」として描かれている。

## 制作背景
ある時、長谷川は友人のこやま基夫にガイナックスの忘年会へ誘われる。そこで知り合った『サイバーコミックス』の編集者にガンダム漫画の執筆を依頼され、年明けに正式な依頼の電話が来た。この時、編集者は「サンライズはもうアムロもシャアも使わないから好きに描いていい」と述べたというが、長谷川は「自分の気を削がないように言ってくれたのかもしれない」と回想している。
長谷川は学生時代に考えていた「ガンダムVSイデオン」を描きたいと話したが、編集者にはギャグ漫画と思われたらしく、大笑いされた。さすがに「ガンダムVSイデオン」はまずいということで「ガンダムVS伝説の巨神」というタイトルとなった。話数は全3話を予定していたが、収まりが悪かったため全4話となったという。
発想は「東映まんがまつり」の『マジンガーZ対デビルマン』などと同様のものであり、長谷川には同じ制作会社の作品は対決するものであるというイメージが何となくあった。また、終盤のジュドー・アーシタの台詞には『無敵鋼人ダイターン3』からの引き写しがある。

## 物語
宇宙世紀0091年、木星圏で働いていたジュドー・アーシタは、地球からの船と共にやって来たアムロ・レイの来訪を受ける。アムロは木星圏でジオンの残党が100メートル級の超大型モビルスーツを開発しているという動きを察知し、それを阻止すべくやって来たのだという。その超大型モビルスーツらしきものは、木星出身の小説家ヨシユキ・トミノのフィクション作品に登場する人型ロボットにちなんで「伝説巨神」というコードネームで呼ばれていた。アムロは漠然と、小説の中で人類を見限り宇宙を滅ぼした「伝説巨神」は実在すると考えていた。
アムロの部下であるシマ・八丈と鉄面皮、そしてモビルスーツ「メガゼータ」に乗るジュドーとアムロの4名は、小惑星の背に固定されている「伝説巨神」とジオン残党の基地を発見。シマと鉄面皮が囮になり、その隙にジュドーとアムロが「伝説巨神」の内部に乗り込むも、助けを求める何者かの声を感じ取ったジュドーは単独行動を開始し、やがてサイコミュ装置に繋がれ囚われていたミネバ・ザビを発見する。ジュドーはミネバを連れて脱出しようとするが、基地司令官のヒトーリンが、ジュドーこそがミネバの敬愛するハマーン・カーンを殺害した張本人であると吹き込む。そして、ミネバの絶叫と共に「伝説巨神」は動き出す。
「伝説巨神」はヨシユキ・トミノの小説に登場する巨神そのものであり、巨神が夢として見せた「警告」を書き留めたものがヨシユキ・トミノの小説であった。全てを圧倒する巨神の力にジュドー、アムロ、シマ、鉄面皮、そしてシャアが苦戦を強いられる中、ジュドーは巨神に取り込まれたミネバの救出を試みる。
再び巨神の中に潜入したジュドーは、彼を「かつて有機宇宙（ユウキ・コスモ）だったものの一部」と呼ぶ者、「無限力」の声を聞く。無限力はかつて、宇宙そのものをも終局に導くほどの激しい争いを繰り広げていた二つの民の憎しみを利用して自ら宇宙を滅ぼし、その後、人が再び過ちを犯さないように「互いにわかり合うための力」を分け与えた。だが、人はなお争いをやめなかったため、再び宇宙を無に帰そうとしているのだという。無限力はこれを「死」ではなく「やり直し」だとし、受け入れることを強要するが、ジュドーはこの考えを否定する。
ミネバはジュドーによって救出され、巨神はアムロとシャアの攻撃で破壊される。戦いの後、アムロはシャアとの戦いのため地球圏に戻り、ミネバはアムロの図らいにより「ミネバ・アーシタ」としてジュドーの元に残される。

## 登場人物

### 地球連邦軍
ジュドー・アーシタ
かつて第一次ネオ・ジオン抗争でΖΖガンダムに乗り戦った英雄。現在は木星圏のスペースコロニー「オリュンポス・コロニー」で暮らしている。もう二度と軍には関わらないと決めていたが、第二の故郷である木星圏の平和を守るため、アムロに手を貸すことを決意する。
本作におけるニュータイプ（ジュドー、アムロ、シャア）は『伝説巨神イデオン』の主人公ユウキ・コスモの生まれ変わりであるとされている。ジュドーはその中で最も色濃くコスモの因子を受け継いでいるらしく、無限力からは「コスモ」と呼ばれる。
作中、アムロの考えが本当かどうか確かめたり、ミネバに自分が敵ではないことを教えるためにニュータイプ能力を使っているが、一方でその力を戦いの場で発揮することはなく、またカミーユ・ビダンがパプテマス・シロッコとの決戦で行ったような、死者の思念を取り込み力にすることを否定し（ハマーン、プル、プルツー、ララァらの霊が力を貸そうとするが拒否する）、「生きている者の力」でミネバを救出するなど、ニュータイプの力に頼るまいとしている。
アムロは、不必要な時にはニュータイプ能力を使わず「閉じておく」ことができるジュドーは、彼より以前にニュータイプと呼ばれた者たちよりも進化した個体であるという仮説を立てている。
アムロ・レイ
超大型モビルスーツの調査のため非公式に木星圏に現れた、かつての英雄的存在。ジュドーと共にメガゼータに乗ってジオン残党および巨神と戦い、途中から参戦したシャアと「最初で最後の共同戦線」を張る。ラストでは「ミネバ・アーシタ」の処遇について便宜を図る。
正史においては、宇宙世紀0091年当時のアムロはロンド・ベルの結成に関わっていたことになっているものの、本作では「当時の公式な記録に登場するアムロは影武者であった」という、独自の設定を用いている。
無限力によれば、彼とシャアもまたユウキ・コスモの生まれ変わりだという。
シマ・八丈（シマ・ハチジョウ）
アムロと共に木星圏に来た女性パイロットだが、専門はデータ分析。鉄面皮と共に、連邦軍内でも屈指のニュータイプ能力者であるとされる。
鉄面皮（てつめんぴ）
アムロと共に木星圏に来たパイロット。仮面を着けた男性。本名は不明。
シマと共にメガゼータの援護を行う。アムロやジュドーからは火傷を隠すために仮面を着けているのだろうと思われていたが、実は対人赤面症で、軍務に支障が出ないように隠していただけであった。素顔は美形で、それを知ったアムロは苦笑する。

### ネオ・ジオン
ミネバ・ザビ
「伝説巨神」を稼動させるためのキーとしてヒトーリンに拘束されている。ニュータイプ能力による精神感応でジュドーを信用するが、姉と慕っていたハマーンを殺したのがジュドーであると吹き込まれ、彼女の絶望に呼応して巨神が覚醒する。
ヒトーリン
木星圏で「伝説巨神」破壊計画を担当していた士官。枠外で「注：地球人」と注釈が打たれるほど、人相も体型も醜い豚のような小男。
ネオ・ジオン本隊からの命令を無視し、巨神の力で地球連邦を壊滅させ「神聖ジオン帝国」を作ろうと目論んでいた。最後はザク型のデコプチでオリュンポス・コロニーに逃げ込もうとするが、シャアのスザクに撃ち落とされ死亡。その後、他の戦死者たちと共に魂を無限力に取り込まれる。
シャア・アズナブル
巨神の復活を知り、ヒトーリンと巨神を止めるためにネオ・ジオンの大部隊を率いて現れた。ヒトーリンを粛正した後、その場にいたアムロと手を組み巨神に立ち向かう。
時系列的には本作の2年後に当たる『逆襲のシャア』と異なり、ストレートの長髪にサングラスという格好をしている。
無限力によれば、ジュドーやアムロと同じく、ユウキ・コスモの生まれ変わりであるという。

### その他
カイ・シデン
ジャーナリストで元ホワイトベース乗組員。宇宙世紀0090年のロンド・ベル結成式典に登場したアムロ・レイは影武者であると証言するが、後に撤回する。撤回するまでの間にブライト・ノアが秘密裡に接触し、事情を説明したためとする説が有力らしい。
ヨシユキ・トミノ
小説家。宇宙世紀の歴史小説を著述しているほか、『伝説巨神』などのフィクションも手がけている。
無限力（むげんちから）
巨神の核とでも呼ぶべき存在。この世界を見限る決定を下す。
彼（彼女？）によれば、『伝説巨神イデオン』の世界が滅びた後、150億年の時を経て再び創成されたのが宇宙世紀の世界であり、ニュータイプ能力はかつてのような争いが再び起きないようにと無限力が人類に分け与えた力だという。
木星出身者にニュータイプが多いのは、木星近辺に存在するある種の力場＝無限力の影響によるものとされ、実際にニュータイプであったシャリア・ブルやパプテマス・シロッコの航海記録に「“血まみれの巨神”に出会った」という記述が残されていたことから、アムロに木星圏と「伝説巨神」の調査任務が与えられることとなった。
ジュドーに語りかけるシーンでは、『イデオン』のカララ・アジバやパイパー・ルウの姿がイメージとして現れている。

## 登場兵器

### 地球連邦軍
MSΖ-009M メガゼータ
プロトタイプΖΖガンダムの改修機。
ジム・スナイパー,EX
メガゼータと共に木星圏に持ち込まれたモビルスーツ。2機存在し、それぞれシマと鉄面皮が搭乗。メガゼータの支援を行うも、巨神の全方位ミサイル斉射に巻き込まれ、中破してしまう。
デコプチ（デコレーション・プチモビルスーツ）
作業用のプチモビルスーツをSD風にデコレーションしたもの。実際に乗る作業員からは不満が挙がっているが、整備士によれば「流行でこれじゃないと売れない」らしい。正確には軍属ではなく、オリュンポス・コロニーの作業用機であり、冒頭でジュドーがガンダムMk-II型のデコプチに乗っている。
作中にはMk-II、ゲルググ、騎士ガンダムをモデルにした機体のほか、一部分のみだが伝説の救世主と共に戦う魔神に酷似した機体が映り込んでいる。
ジュピトリス級資源採掘艦
物語冒頭とラストに登場する。メガゼータとアムロたちを、地球からオリュンポス・コロニーに運んできた。

### ネオ・ジオン
木星圏部隊
MS-06 ザクII作中の宇宙世紀0091年ではすでに旧型だが、ネオ・ジオン木星圏部隊では警備や作業を中心に現役使用されている。
MS-10 ペズン・ドワッジザクII同様に旧型だが、ネオ・ジオン木星圏部隊では未だに現役。
MS-R12 リックギガン
MS-16 ドガッシャ
ザクII型デコプチヒトーリンが操縦する。
巨神（伝説巨神、血まみれの巨神）遺跡のような姿で小惑星の表面に埋まっていた巨大兵器。『イデオン』本編よりカラーリングがダークトーンになり、両肩に二連装砲が左右2基ずつ増設されている（作中未使用）。また、全体的に『イデオン』よりも細かいディテールが増えている。
ヒトーリンは木星圏で「掘り出した」と考えていたが、実際には原子を少しずつ結び付け、無から有へと「誕生」しつつある段階だった。自らを破壊しに来たシャアの部隊を圧倒、全方位ミサイルで壊滅状態に追いやる。最終的にジュドーとアムロによってミネバを奪還され、上腕部から光線を発射しようと試みるが、メガゼータとスザクの総攻撃で消滅させられた。

シャア・アズナブル部隊
AMS-110 キタラ頭部と下腹部から伸びた長い角（下側のものは折り畳むことができる）の先端を結んで体の前方にビームの刃を形成し、体当たりで攻撃する。大型目標を攻撃する際は四肢を真後ろに向けた突撃姿勢に変形する。足は前後に開き、長方形の板のような腕の、手の甲に相当する部分からは細長い槍状の突起が3本突き出している。多数機がシャアのスザクに率いられて木星圏に現れ、ヒトーリン一派の部隊と交戦するが、巨神によって全滅させられる（なお、少なくとも1機はメガゼータに撃破されている）。
スザク（S・ザク・ザクIII改・改）シャアの搭乗するザク系モビルスーツ。スカート部分にビームキャノンを装備している。
本作では後年に制作された配信アニメ『機動戦士ガンダム Twilight AXIS』における設定と異なり、シャアがザクIIIに搭乗している。
MA-08-2 ビグザム改2機登場し、大型メガ粒子砲を巨神に撃つが、バリアーで防がれ、その後両機とも巨神に破壊される。作中では「ビグザム」としか呼ばれず、テロップでビグザム改と紹介されている。
ムサイ級軽巡洋艦ビグザム改を輸送してきた。巨神にビグザム改をぶつけられて撃沈される。
エンドラ級軽巡洋艦

## 書誌情報
- 機動戦士VS伝説巨神 逆襲のギガンティス（ノーラコミックスデラックス〈学習研究社〉） - ガンダムとは無関係のSF短編『わかりすぎた結末 あるいは失笑した宇宙 もしくはキャプテン・オーマイガーの華麗なる挑戦』との併録。
  - 全1巻完結（1992年12月6日発行） ISBN 4-05-106152-3
- 機動戦士Vガンダム外伝（角川コミックス・エース〈角川書店〉） - 『機動戦士Vガンダム外伝』との併録。
  - 全1巻完結（1995年11月7日発行） ISBN 4-04-713119-9
- 機動戦士Vガンダム プロジェクト・エクソダス（角川コミックス・エース〈角川書店〉）  - 前者の表題作を、内容はそのままに改題した改題版。本来はあとがきが追加されるはずだったがミスにより記載されず、長谷川のブログで公開されている[6]。
  - 全1巻完結（2012年7月25日発行） ISBN 4-04-120375-9

## 評価
ロボット作品のクロスオーバーゲーム『スーパーロボット大戦シリーズ』のプロデューサーである寺田貴信は、本作を「クロスオーバーものの教科書」と評している。
「このマンガがすごい！WEB」では、「イデ」「ニュータイプ」という両作品のテーマを「木星」を軸として繋げた長谷川の想像力を評価している。

## 他作品との関連
本作の他にも、小説家の福井晴敏が、『伝説巨神イデオン』における無限力「イデ」の依り代であるイデオンの装甲材質「イデオナイト」が、『逆襲のシャア』を初出とする材質「サイコフレーム」と同じ性質を持つものであるとして、『イデオン』と『ガンダム』の関連性に言及しており、自身が関わった『機動戦士ガンダムUC』『機動戦士ガンダムNT』『機動戦士ムーンガンダム』にイデオン的な解釈でのサイコフレームを登場させている。『ガンダムΖΖ』完結後のミネバ・ザビを登場させているのも本作と共通する。ただし先行する本作とは登場人物の設定などに相違もみられ、整合を図るような描写は一切ない。
後年に制作されたOVA『GUNDAM EVOLVE』では、ジュドーはΖΖガンダム（のパーツ）を木星に持ち込んでいるという描写があるが、本作に登場するメガゼータはプロトタイプΖΖガンダムを改修した機体という設定であり、『ガンダムΖΖ』本編でジュドーが乗っていたΖΖガンダムの所在については言及されない。
なお、本作の単行本に併録された長谷川による漫画『機動戦士Vガンダム プロジェクト・エクソダス』（別題『機動戦士Vガンダム外伝』または『機動戦士Vガンダム外伝 脱出計画編』）では、ΖΖタイプの頭部を持つ老朽化したモビルスーツ「ガンプ」が登場するが、頭部形状はメガゼータとガンプで異なっている。ただし、『プロジェクト・エクソダス』巻末の設定資料では「ΖΖはハマーンとの最終決戦で大破したはずであり、ガンプと同一の機体ではありえない」という旨の記載がある。
長谷川の考えでは本作と『Vガンダム外伝』は繋がっており、メガゼータがガンプになったと「思えば思える」内容になっているが、本作をなかったことにしても『Vガンダム外伝』が成立するようにはなっている。